# Championnat de la côte pacifique du Mexique de basket-ball
Le Circuito de Baloncesto de la Costa del Pacífico (CIBACOPA) est la ligue de basket-ball la plus importante dans le Nord-Ouest du Mexique. Les matchs sont joués à partir de fin février ou début mars et durent jusqu'au début du mois de juin.

## Liste des équipes
- Caballeros de Culiacán
- Astros de Jalisco
- Ostioneros de Guaymas
- Rayos de Hermosillo
- Gigantes de Jalisco
- Venados de Mazatlán
- Pioneros de Los Mochis
- Halcones de Ciudad Obregón
- Mantarrayas La Paz
- Zonkeys de Tijuana